# 下磯村
下磯村（しもいそむら）は、かつて岐阜県揖斐郡にあった村。
現在の大野町南部（下磯）に該当する。

## 歴史
- 1889年（明治22年）7月1日 - 旧来の下磯村と下有里村が合併し発足。
- 1897年（明治30年）4月1日[2] - 大野郡の一部と池田郡の合併により揖斐郡の村となる。
- 1897年（明治30年）4月1日 - 加納村、上磯村、郡家村、本庄村、西座倉村、下座倉村、五ノ里村、下南方村と合併し川合村が発足。同日下磯村廃止。

## 学校
- 加納・五之里・下南方・上磯・下磯・有里・本庄・郡家の9ヶ村連合で、加納村に加納尋常高等小学校（現・大野町立大野南小学校）を設置していた。